# Tuca i Bertie
Tuca i Bertie – amerykański serial animowany dla dorosłych z 2019 roku, stworzony przez Lisę Hanawalt. Premiera pierwszego sezonu odbyła się 3 maja 2019 na platformie Netflix.

## Fabuła
Serial opowiada o przygodach dwóch przyjaciółek – tukanicy Tuki i drozda śpiewaka Bertie. Akcja rozpoczyna się, gdy Tuca wyprowadza się z ich wspólnego mieszkania, do którego wprowadzić ma się chłopak Bertie – Cętek.

## Obsada
| Postać                     | Głos w wersji angielskiej | Głos w wersji polskiej |
| -------------------------- | ------------------------- | ---------------------- |
| Tuca                       | Tiffany Haddish           | Martyna Szymańska      |
| Roberta „Bertie” Songtrush | Ali Wong                  | Dominika Kachlik       |
| Cętek                      | Steven Yeun               | Maciej Zuchowicz       |
| Ciastecki Pete             | Reggie Watts              | Grzegorz Kwiecień      |
| Holland                    | Richard E. Grant          | Grzegorz Kwiecień      |
| Ciocia Tallulah            | Jenifer Lewis             | Izabela Bujniewicz     |

## Odcinki

### Sezon 1 (2019)
| Nr | Tytuł polski     | Tytuł oryginalny | Reżyseria    | Scenariusz                           |
| -- | ---------------- | ---------------- | ------------ | ------------------------------------ |
| 1  | Cukiernica       | The Sugar Bowl   | Amy Winfrey  | Lisa Hanawalt i Raphael Bob-Waksberg |
| 2  | Awans            | The Promotion    | Aaron Long   | Lisa Hanawalt                        |
| 3  | Typ zza lady     | The Deli Guy     | Mollie Helms | Lee Sung Jin                         |
| 4  | Inseksty         | The Sex Bugs     | James Bowman | Rachelle Williams                    |
| 5  | Branża puchowa   | Plumage          | Amy Winfrey  | Nick Adams                           |
| 6  | Domy na sprzedaż | The Open House   | Aaron Long   | Karen Graci                          |
| 7  | Drożdżowe targi  | Yeast Week       | Mollie Helms | Gonzalo Cordova                      |
| 8  | Nowa ptaszyna    | The New Bird     | Adam Parton  | Lee Sung Jin                         |
| 9  | Dżemik Lakes     | The Jelly Lakes  | Amy Winfrey  | Shauna McGarry                       |
| 10 | Dziobasek        | SweetBeak        | Aaron Long   | Lisa Hanawalt                        |

### Sezon 2 (2021)
| Nr | Tytuł polski       | Tytuł oryginalny | Reżyseria        | Scenariusz                        |
| -- | ------------------ | ---------------- | ---------------- | --------------------------------- |
| 1  | Mechanik od psyche | Bird Mechanics   | Aaron Long       | Shauna McGarry                    |
| 2  | Planteau           | Planteau         | Meg Waldow       | Lisa Hanawalt                     |
| 3  | Kyle               | Kyle             | Adam Parton      | Gonzalo Cordova                   |
| 4  | Nocna przyjaciółka | Nighttime Friend | Meg Waldow       | Shauna McGarry                    |
| 5  | Wibracje           | Vibe Check       | Peter Merryman   | Samantha Irby                     |
| 6  | '                  | The Moss         | Erica Perez      | Gonzalo Cordova                   |
| 7  | '                  | Sleepovers       | Samantha S. Gray | Lisa Hanawalt i Shauna McGarry    |
| 8  | '                  | Corpse Week      | Meg Waldow       | Samantha Irby                     |
| 9  | '                  | The Dance        | Peter Merryman   | Shauna McGarry i Chikodili Agwuna |
| 10 | '                  | The Flood        | Mollie Helms     | Lisa Hanawalt                     |

## Produkcja
20 lutego 2018 ogłoszono, że Netflix zamówił pierwszą serię serialu, składającą się z dziesięciu odcinków. Serial został stworzony przez Lisę Hanawalt, która, u boku Raphaela Boba-Waksberga, Noela Brighta, Stevena A. Cohena i Tiffany Haddish, jest też producentką wykonawczą. 14 marca 2019 poinformowano, że premiera pierwszego sezonu odbędzie się 3 maja tego roku.
Wraz z pierwszymi informacjami o produkcji serialu, ogłoszono obsadzenie Tiffany Haddish. 7 maja 2018 poinformowano, że w rolę Bertie wcieli się Ali Wong. W marcu 2019 ogłoszono, że do obsady dołączyli Steven Yeun, Nicole Byer, Richard E. Grant, John Early, Reggie Watts, Tig Notaro, Amber Ruffin, Jermaine Fowler i Tessa Thompson
Serial został anulowany po pierwszym sezonie przez platformę Netflix. W maju 2020 r. ogłoszono, że serial zostanie odnowiony przez amerykańską stację telewizyjną Adult Swim, a premiera 2. sezonu odbędzie się w 2021.

## Odbiór
W serwisie Rotten Tomatoes serialowi przyznano 100% na podstawie 22 recenzji, przy średniej ocenie 8/10. Na portalu Metacritic dostał on 81 punktów na 100 możliwych, w oparciu o 28 ocen.

## Nominacje do nagród

### Annie
2020
- Annie - Najlepsze indywidualne osiągnięcie: scenariusz animowanej produkcji telewizyjnej  Shauna McGarry

2020
- Annie - Najlepszy animowany program telewizyjny
- Annie - Najlepsze indywidualne osiągnięcie: dubbing w animowanej produkcji telewizyjnej  Ali Wong - jako Bertie

### Gotham
2019
- Nagroda Gotham - Najlepszy przełomowy serial - krótkometrażowe odcinki  Ali Wong, Lisa Hanawalt, Noel Bright, Raphael Bob-Waksberg, Steven A. Cohen, Tiffany Haddish[11]